# کارولین دلار
کارولین دلار (انگلیسی: Caroline Dollar؛ زادهٔ ۲۸ دسامبر ۱۹۸۳) هنرپیشه اهل ایالات متحده آمریکا است. وی بین سال‌های ۱۹۹۱ تا ۲۰۰۷ میلادی فعالیت می‌کرد.
او در فیلم به یاد داشته باشید بازی کرده است.